# Celonites octoannulatus
Celonites octoannulatus är en stekelart som först beskrevs av Kuzn. 1923.  Celonites octoannulatus ingår i släktet Celonites och familjen Masaridae. Utöver nominatformen finns också underarten C. o. hissaricus.